# Ayakashi: Japanese Classic Horror
Ayakashi : Japanese Classic Horror (怪〜ayakashi〜, Fantômes), parfois nommé Ayakashi : Samurai Horror Tales, est une série d'animation japonaise d'horreur produite par le studio noitamina de la Toei Animation. Elle met en images des histoires de fantômes issues du folklore japonais et se compose de trois arcs indépendants, confiés à des réalisateurs différents.

## Yotsuya Kaidan
Yotsuya Kaidan (四谷怪談, L'histoire du fantôme de Yotsuya) est une adaptation de la pièce de kabuki du même nom écrite en 1825 par Tsuruya Nanboku. Située pendant l'ère Bunsei, l'histoire relate l'histoire de Iemon Tamiya, un jeune samourai dont le maître a été récemment assassiné, et sa fiancée Oiwa Yotsuya. Convaincu de l'implication du rōnin dans le meurtre de son maître, Samon Yotsuya, le père d'Oiwa, fait savoir à Iemon qu'il n'autorisera pas le mariage. Furieux, Iemon l'assassine et fait passer son meurtre pour le fait de brigands. Il promet solennellement à Oiwa de les retrouver et l'épouse le lendemain. Mais le temps passant, il déplore son état de rōnin qui l'oblige à exercer un métier de basse classe, et quand Oiwa met finalement au monde leur premier enfant, il n'est plus qu'amertume. Il rencontre une autre jeune femme, dont il tombe amoureux et auprès de qui il décide de vivre, mais Oiwa le gêne. Pour se débarrasser d'elle, Iemon l'empoisonne. Le poison administré par son mari la défigure et Oiwa se voit contrainte de recourir au suicide (jigai). Elle revient alors en tant que fantôme (ayakashi) pour le hanter jusqu'à son trépas.
Dans cette version, l'histoire d'Oiwa et Iemon est racontée par Tsuruya Nanboku au moment où il l'adapte en pièce. L'arc se termine sur un mini-documentaire constitué d'images réelles qui retrace l'histoire de la pièce et explique son immense popularité parmi les histoires d'horreur japonaises.
À noter la collaboration de l'illustrateur Yoshitaka Amano (Final Fantasy, Vampire Hunter D...) au character design.
Seiyū
- Tamiya Iemon : Hiroaki Hirata
- Tamiya Oiwa : Mami Koyama
- Yotsuya Osode : Yuko Nagashima
- Gonbei Naosuke : Keiichi Sonobe
- Itō Oume : Ryō Hirohashi
- Satō Yomoshichi : Wataru Takagi

## Tenshu Monogatari
Tenshu Monogatari (天守物語, La Légende du Donjon) est un arc inspiré de la nouvelle du même nom, écrite par Kyōka Izumi en 1917. L'œuvre ne sera l'objet d'une adaptation pour le kabuki que bien après la mort de son auteur, en 1951. Cette histoire, devenue un classique, décrit l'amour interdit entre la princesse Tomi, une déesse oubliée, et Himekawa Zushonosuke, un jeune éleveur de faucons. Lors d'une chasse censée démontrer au seigneur du royaume les aptitudes de Kojiro, le faucon élevé par Zushonosuke, un orage effraie le faucon qui s'enfuit vers le château d'Himeji. C'est un château réputé pour être hanté par de terribles démons, et aucun des fous ayant osé s'en approcher n'a pu survivre à sa morbide curiosité. Furieux, le seigneur ordonne à Zushonosuke de retrouver le faucon, bien peu soucieux des terribles rumeurs qui courent sur le domaine d'Himeji. C'est sur la route vers Himeji que ceux qui n'auraient jamais du se rencontrer font connaissance. La princesse Tomi est nue, se baignant nonchalamment dans un lac près du château, et le pauve Zushonosuke ne peut que succomber aux charmes divins de la princesse, qui se laissera séduire au fur et à mesure de l'histoire par le courage du jeune homme.
Seiyū
- Himekawa Zoshonosuke : Hikaru Midorikawa
- Tomihime : Houko Kuwashima
- Oshizu : Saeko Chiba
- Wominaheshi : Yui Kano
- Kaikaimaru : Kappei Yamaguchi
- Kikimaru : Masaya Onosaka

## Bakeneko
Bakeneko (化け猫, Monstre-chat), troisième et dernier arc d'Ayakashi, est la seule œuvre originale de la série, et nous présente un autre fantôme très populaire au Japon : le bakeneko. Cet arc raconte l'histoire d'un apothicaire itinérant, qui ressent de fortes énergies spirituelles négatives quand il s'approche du lieu d'une cérémonie de mariage. Pendant qu'il s'enquiert auprès d'une servante sur les jeunes mariés, la promise est brutalement et mystérieusement assassinée. Il n'en faudra pas plus à l'apothicaire pour rendre un verdict formel : c'est bien là l'œuvre d'un mononoke, un esprit vengeur qui ne connaîtra pas le repos avant d'avoir exterminé cette famille qui lui inspire tant de haine. Il devra dès lors enquêter sur les raisons du ressentiment du fantôme afin de l'éradiquer grâce à ses étranges pouvoirs, et donc exposer les noirs secrets de la noble famille.
Bien que déroutant de par de nombreux aspects de sa réalisation et la noirceur de son atmosphère, l'apothicaire fut très bien reçu par le public, si bien qu'une série lui fut consacrée : Mononoke.
Seiyū
- L'apothicaire: Takahiro Sakurai
- Kayo : Yukana